# Les West
Les West   (Hanley, 11 de novembre de 1943) Leslie "Les" West va ser un ciclista anglès, que fou professional entre 1969 i 1978. Va guanyar la Milk Race dues vegades, així com una medalla de plata al Campionat del món amateur en ruta de 1966 i quart al campionat mundial professional.

## Palmarès
Palmarès.
- 1965
  -  Campió del Regne Unit amateur en ruta
  - 1r a la Milk Race
  - 1r a l'Archer Grand Prix
- 1967
  -  Campió del Regne Unit amateur en ruta
  - 1r a la Milk Race
- 1968
  - Vencedor d'una etapa a la Milk Race
- 1970
  -  Campió del Regne Unit en ruta
- 1975
  -  Campió del Regne Unit en ruta